# Goodyear Dunlop Sava Tires

Savas logotyp.

Goodyear Dunlop Sava Tires med varumärket Sava är en däcktillverkare i Kranj i Slovenien. Bolaget ingår i Goodyear-koncernen. 
Sava grundades 1921 av fyra affärsmän och sålde då gummivaror under varumärket Vulkan. Bolaget ingick från 1931 i österrikiska Semperit. Under Österrikes tid som del av Tyskland 1938-1945 blev Semperit samordnat med Continental AG som hade köpt Sava 1939. Bolaget fick namnet Sava efter floden Sava i samband med förstatligandet 1946. Sava inledde på 1960-talet ett samarbete med Semperit AG där däck tillverkades på licens. Bolagen bildade sedermera ett gemensamt tillverkningsbolag. När Continental AG köpte Semperit 1985 inleddes en satsning på Sava-fabriken.
År 1997 inleddes ett samarbete med Goodyear som gick in som ny majoritetsägare med 60 procent av bolaget. År 2004 köpte Goodyear samtliga aktier och bolaget fick det nya namnet Goodyear Dunlop Sava Tires.